# David López Moreno
David  (n. Logroño, La Rioja, España, 10 de septiembre de 1982) es un exfutbolista español que jugaba como interior derecho.

## Trayectoria

### Inicios en Logroño y Pamplona
De madre navarra, nació en Logroño donde comenzó su carrera como futbolista en la cantera del CD Logroñés. En el año 2000, tras la desaparición de la cantera del club riojano, se incorporó a la cantera del C. A. Osasuna gracias a la intervención de Miguel Ángel Lotina.El técnico vizcaíno, que acababa de ascender a Primera con Osasuna, conocía a David por ser compañero de equipo de su hijo Mikel.En su primera campaña en el club navarro logró la Copa de Campeones juvenil, bajo las órdenes de Jan Urban, junto a compañeros como los hermanos Miguel y Javier Flaño frente al Atlético de Madrid de Fernando Torres, que ya había jugado en Segunda División.Un año más tarde promocionó al CA Osasuna "B", donde jugó tres campañas siendo la tercera de ellas la más destacada con seis goles. 
De cara a la temporada 2004-05 se incorporó al primer equipo rojillo bajo las órdenes de Javier Aguirre.El 17 de octubre de 2004 hizo su debut en Primera División frente al Albacete (3-2) en El Sadar, con gol incluido a los dos minutos de saltar al campo.A pesar de no jugar demasiados minutos en su primera temporada, disputó la final de Copa del Rey frente al Real Betis en junio de 2005.En la siguiente campaña se hizo con la titularidad y fue determinante en la clasificación para la Liga de Campeones gracias a sus seis goles, siendo el segundo máximo goleador del equipo en Liga sólo por detrás del serbio Savo Milošević.
En la siguiente temporada continuó como titular, donde logró siete goles destacando su doblete en Copa de la UEFA frente al Parma (0-3) en el Estadio Ennio Tardini, su gol en San Mamés ante el Athletic Club (0-3) y su tanto frente al Bayer Leverkusen (0-3) en la ida de los cuartos de final.Además, el 27 de mayo anotó el primer tanto del encuentro frente a la Real Sociedad (2-0), que fue clave para el descenso del club donostiarra y que jugó sabiendo que iba a fichar por el Athletic Club.Al término de la temporada, se hizo oficial su traspaso al equipo rojiblanco.

### Athletic Club y Brighton
El 27 de junio de 2007 el Athletic Club, inmerso en un proceso electoral, pagó 5,8 millones de euros a Osasuna por el jugador lo que le convirtió en uno de los fichajes más caros de su historia.En el equipo bilbaíno destacó por su calidad técnica, sobre todo a balón parado, pero nunca llegó a ser indiscutible para Joaquín Caparrós debido a la gran competencia que tenía con un joven Markel Susaeta en la derecha y con Fran Yeste e Igor Gabilondo por la izquierda.
El 26 de agosto debutó como titular frente a Osasuna (0-0) en San Mamés.Tras ser titular en las primeras seis jornadas, pasó a la suplencia durante casi dos meses. En su siguiente titularidad, el 25 de noviembre, marcó su primer gol en un empate ante el Deportivo de La Coruña, que dirigía Lotina, en San Mamés (2-2).Continuó como titular habitual hasta febrero. Desde ese momento perdió su sitio en el once titular y sólo partió de inicio dos veces más hasta final de temporada. A pesar de ello, acabó la campaña con más minutos que Yeste y Gabilondo y prácticamente igualado con Susaeta. En su segunda campaña consiguió ser más importante y disputó como titular tanto las históricas semifinales contra el Sevilla FC como la final de Copa del Rey ante el FC Barcelona.Sin embargo, su situación cambió drásticamente en la campaña 2009-10 donde sólo fue titular en siete partidos de Liga y fue adelantado en la rotación, incluso, por un jovencísimo Iker Muniain.
En agosto de 2010 renovó su contrato como rojiblanco hasta junio de 2013.En su cuarta campaña en el club, volvió a jugar más y se convirtió en uno de los mejores goleadores del equipo. Sus dos goles más destacado y fueron logrados de lanzamiento de falta. El primero de ellos, el 12 de diciembre de 2010, anotó el tanto de la remontada frente al RCD Espanyol en San Mamés (2-1),mientras que, el 21 de mayo de 2011, marcó en otro triunfo frente al Racing de Santander (1-2), que permitió clasificar al club para la Copa de la UEFA.
En la campaña 2011-12, con Marcelo Bielsa, contó con muy pocas oportunidades aunque consiguió marcar un gol ante el PSG (4-2) en el Parque de los Príncipes en un encuentro de Liga Europa de la UEFA.
El 31 de agosto de 2012, tras 144 partidos y 16 goles con el Athletic, se hizo oficial su rescisión del contrato.Ese mismo día se anuncío su fichaje por el Brighton & Hove Albion de Championship.En el cuadro inglés jugó dos temporadas, dando un buen rendimiento al jugar más de 70 partidos entre todas las competiciones y marcar más de una decena de goles.

### Etapa en Segunda División y Segunda B
En agosto de 2014 fichó por el CD Lugo de Segunda División.En su primera campaña logró tres tantos, dos de ellos en un doblete frente al Real Zaragoza (3-3) y el otro en un histórico empate a seis en Los Pajaritos.En su segunda temporada en el cuadro gallego disminuyó su participación, aunque anotó un gol en San Mamés frente al Bilbao Athletic (1-1).Al término de la campaña, se despidió del club gallego enfrentado con varias personas del club.
El 23 de septiembre de 2016 firmó por dos temporadas con la SD Huesca.Sin embargo, Anquela no le dio demasiadas oportunidades y se marchó al acabar la primera campaña. El 9 de agosto de 2017 fichó por una temporada por el UCAM Murcia de Segunda B, sin embargo el 31 de enero de 2018 rescindió su contrato.

### Años finales
En septiembre de 2018, el Novelda de Tercera División hizo oficial su fichaje por una temporada. Sin embargo, el 24 de abril de 2019 se marchó al CF Intercity de Regional Preferente, con el que lograría el objetivo marcado de ascender a Tercera División.En julio de 2019 aceptó la oferta del CD Eldense de Tercera División para incorporarse a su plantilla, donde logró el ascenso a Segunda Federación en 2021.
En julio de 2021 se marchó a la Callosa Deportiva de Tercera Federación, donde pasó a jugar como mediocentro defensivo.En octubre de 2022 se incorporó a la U.D. Caravaca de Tercera.En marzo de 2023 participó en la Kings League, llegando a jugar en el Camp Nou.
En septiembre de 2023 firmó por la EDMF Churra de Preferente Autonómica de Murcia.En abril de 2024 ganó la Kings League con el equipo de Saiyans, marcando el gol definitivo en la final.

## Clubes
| Club                   | País       | Año       |
| ---------------------- | ---------- | --------- |
| Osasuna Promesas       | España     | 2001-2004 |
| Club Atlético Osasuna  | España     | 2004-2007 |
| Athletic Club          | España     | 2007-2012 |
| Brighton & Hove Albion | Inglaterra | 2012-2014 |
| CD Lugo                | España     | 2014-2016 |
| SD Huesca              | España     | 2016-2017 |
| UCAM Murcia            | España     | 2017-2018 |
| Novelda C. F.          | España     | 2018-2019 |
| C. F. Intercity        | España     | 2019      |
| C. D. Eldense          | España     | 2019-2021 |
| Callosa Deportiva      | España     | 2021-2022 |
| U.D. Caravaca          | España     | 2022-2023 |
| EDMF Churra            | España     | 2023      |